# Calcio ai Giochi della XXVI Olimpiade
Il torneo di calcio della XXVI Olimpiade fu il ventunesimo torneo olimpico. Si svolse dal 20 luglio al 3 agosto 1996 in cinque città (Birmingham, Washington D.C., Orlando, Miami ed Athens).
Per la prima volta, venne istituito un torneo femminile, vinto dalle padrone di casa degli Stati Uniti. Il torneo maschile fu vinto per la prima volta dalla Nigeria.
Il torneo maschile viene ancora una volta disputato dalle nazionali olimpiche, che cambiano di nuovo composizione: a partire da questa edizione saranno composte da calciatori con età massima di 23 anni con la possibilità (e questa è una novità) per il commissario tecnico di convocare un massimo di tre calciatori che superano il limite d'età, che vengono chiamati fuoriquota. Nel torneo femminile invece non c'è alcun limite di status o d'età e - per tanto - viene disputato dalle nazionali maggiori.

## Squadre partecipanti

### Torneo maschile
Nota bene: nella tabella sottostante si tengono conto solo delle partecipazioni e dei piazzamenti ottenuti dalle nazionali olimpiche.
| Squadre        | Confederazione | Data di qualificazione certa | Motivo della partecipazione                                               | Ultima apparizione     | Miglior risultato                                            |
| -------------- | -------------- | ---------------------------- | ------------------------------------------------------------------------- | ---------------------- | ------------------------------------------------------------ |
| Stati Uniti    | CONCACAF       | 18 settembre 1990            | Rappresentativa nazionale del paese organizzatore                         | Barcellona 1992        | Quarti di finale (Melbourne 1956)                            |
| Arabia Saudita | AFC            | -                            | 3ª classificata nelle qualificazioni                                      | Los Angeles 1984       | Primo turno (Los Angeles 1984)                               |
| Argentina      | CONMEBOL       | -                            | 2ª classificata nel gruppo unico della fase finale di qualificazione      | Seul 1988              | Quarti di finale (Seul 1988)                                 |
| Australia      | OFC            | -                            | Vincitrice dello spareggio intercontinentale                              | Barcellona 1992        | Quarto posto (Barcellona 1992)                               |
| Brasile        | CONMEBOL       | -                            | 1º classificato nel gruppo unico della fase finale di qualificazione      | Seul 1988              | Argento (Los Angeles 1984 e Seul 1988)                       |
| Corea del Sud  | AFC            | -                            | 1ª classificata nelle qualificazioni                                      | Barcellona 1992        | Primo turno (Tokyo 1964, Seul 1988 e Barcellona 1992)        |
| Francia        | UEFA           | -                            | 3ª classificata del campionato europeo Under-21                           | Los Angeles 1984       | Oro (Los Angeles 1984)                                       |
| Ghana          | CAF            | -                            | Vincitore dello spareggio 3 del terzo turno di qualificazione             | Barcellona 1992        | Bronzo (Barcellona 1992)                                     |
| Giappone       | AFC            | -                            | 2º classificato nelle qualificazioni                                      | Città del Messico 1968 | Bronzo (Città del Messico 1968)                              |
| Italia         | UEFA           | -                            | Vincitrice del campionato europeo Under-21                                | Barcellona 1992        | Quarto posto (Roma 1960, Los Angeles 1984 e Seul 1988)       |
| Messico        | CONCACAF       | -                            | 1º classificato nel gruppo unico del secondo turno di qualificazione      | Barcellona 1992        | Quarto posto (Città del Messico 1968)                        |
| Nigeria        | CAF            | -                            | Vincitore dello spareggio 1 del terzo turno di qualificazione             | Seul 1988              | Primo turno (Città del Messico 1968, Mosca 1980 e Seul 1988) |
| Portogallo     | UEFA           | -                            | Seconda miglior quarti finalista perdente del campionato europeo Under-21 | Esordiente             | -                                                            |
| Spagna         | UEFA           | -                            | Finalista del campionato europeo Under-21                                 | Barcellona 1992        | Oro (Barcellona 1992)                                        |
| Tunisia        | CAF            | -                            | Vincitore dello spareggio 2 del terzo turno di qualificazione             | Seul 1988              | Primo turno (Roma 1960 e Seul 1988)                          |
| Ungheria       | UEFA           | -                            | Miglior quarti finalista perdente del campionato europeo Under-21         | Monaco di Baviera 1972 | Oro (Helsinki 1952, Tokyo 1964 e Città del Messico 1968)     |

### Torneo femminile
| Squadre     | Confederazione | Data di qualificazione certa | Motivo della partecipazione                               | Ultima apparizione | Miglior risultato |
| ----------- | -------------- | ---------------------------- | --------------------------------------------------------- | ------------------ | ----------------- |
| Stati Uniti | CONCACAF       | 18 settembre 1990            | Rappresentativa nazionale del paese organizzatore         | Esordiente         | -                 |
| Brasile     | CONMEBOL       | -                            | Miglior eliminata nel primo turno del campionato mondiale | Esordiente         | -                 |
| Cina        | AFC            | -                            | 4ª classificata nel campionato mondiale                   | Esordiente         | -                 |
| Danimarca   | UEFA           | -                            | Terza miglior quarti finalista del campionato mondiale    | Esordiente         | -                 |
| Germania    | UEFA           | -                            | Finalista del campionato mondiale                         | Esordiente         | -                 |
| Giappone    | AFC            | -                            | Quarta miglior quarti finalista del campionato mondiale   | Esordiente         | -                 |
| Norvegia    | UEFA           | -                            | Vincitrice del campionato mondiale                        | Esordiente         | -                 |
| Svezia      | UEFA           | -                            | Miglior quarti finalista del campionato mondiale          | Esordiente         | -                 |

## Stadi
| Città           | Stadio            | Capacità |
| --------------- | ----------------- | -------- |
| Athens          | Sanford Stadium   | 92.746   |
| Birmingham      | Legion Field      | 83.810   |
| Miami           | Miami Orange Bowl | 74.476   |
| Washington D.C. | RFK Stadium       | 56.692   |
| Orlando         | Citrus Bowl       | 52.000   |

## Arbitri

### Torneo maschile
- Gamal Al-Ghandour
- Omer Al Mehannah
- Benito Armando Archundia
- Esfandiar Baharmast
- Lucien Bouchardeau
- Pierluigi Collina

- Hugh Dallas
- José María García-Aranda
- Edward Lennie
- Antônio Pereira da Silva
- Roberto Ruscio
- Pirom Un-prasert

### Torneo femminile
- Gamal Al-Ghandour
- Omer Al Mehannah
- Benito Armando Archundia
- Pierluigi Collina
- Sonia Denoncourt

- Claudia De Vasconcellos
- José María García-Aranda
- Ingrid Jonsson
- Edward Lennie
- Bente Skogvang

## Formula

### Torneo maschile
Le sedici squadre vennero divise in quattro gironi all'italiana di quattro squadre ciascuno.
Le prime due classificate di ogni girone si sarebbero qualificate per la fase ad eliminazione diretta, composta da quarti di finale, semifinali, finali.

### Torneo femminile
Le otto squadre vennero divise in due gironi all'italiana di quattro squadre ciascuno.
Le prime due classificate di ogni girone si sarebbero qualificate per la fase ad eliminazione diretta, composta da semifinali, finali.

## Podio

### Torneo maschile
| 2º posto Argentina | Campione olimpico di calcio maschile Nigeria 1º titolo | 3º posto Brasile |

### Torneo femminile
| 2º posto Cina | Campione olimpico di calcio femminile Stati Uniti 1º titolo | 3º posto Norvegia |

## Marcatori

### Torneo maschile
| Pos | Giocatore        | Gol |
| --- | ---------------- | --- |
| 1   | Bebeto           | 6   |
| -   | Hernán Crespo    | 6   |
| 3   | Ronaldo          | 5   |
| 4   | Marco Branca     | 4   |
| -   | Florian Maurice  | 4   |
| 6   | Flávio Conceição | 3   |
| -   | Nwankwo Kanu     | 3   |
| 8   | 12 giocatori     | 2   |
| 20  | 32 giocatori     | 1   |

### Torneo femminile
| Pos | Giocatore           | Gol |
| --- | ------------------- | --- |
| 1   | Ann Kristin Aarønes | 4   |
| -   | Linda Medalen       | 4   |
| -   | Pretinha            | 4   |
| 4   | Shannon MacMillan   | 3   |
| -   | Sun Qingmei         | 3   |
| 6   | 7 giocatrici        | 2   |
| 13  | 19 giocatrici       | 1   |